# فهرست کوه‌های افغانستان

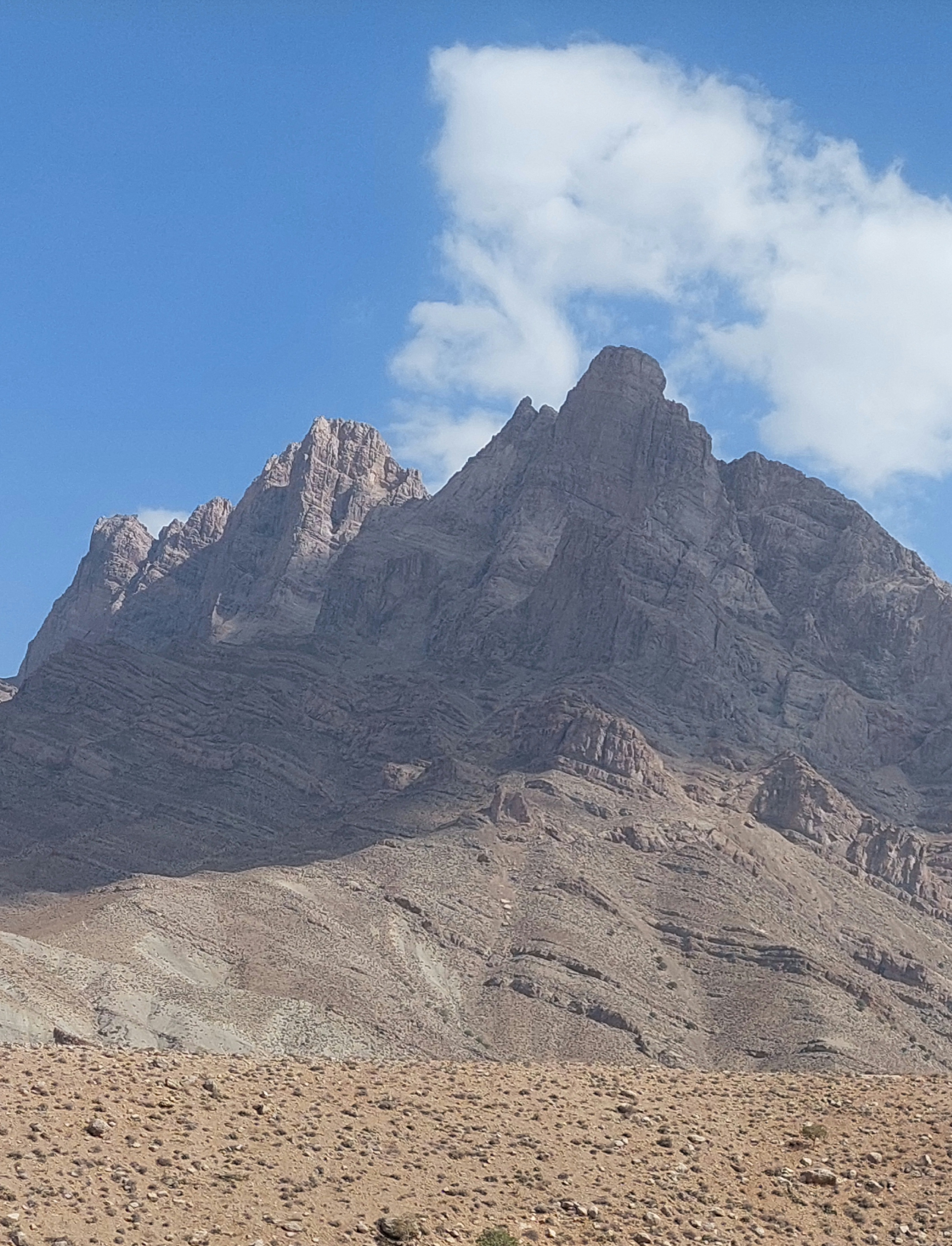
جهان قعله

افغانستان کشوری کوهستانی است که رشته‌کوه هندوکش ستون فقرات آن را تشکیل می‌دهد.
بلندترین نقطهٔ افغانستان قلهٔ نوشاخ است که ۷٬۴۹۲ متر ارتفاع دارد. رشته‌کوه مهم دیگر در افغانستان رشته‌کوه کوه بابا است که بلندترین نقطهٔ آن شاه فولادی می‌باشد و ۵۱۴۰ متر از سطح دریا ارتفاع دارد. رشته‌کوه‌های بزرگ دیگر در افغانستان، سلیمان، فیروزکوه، سیاه‌کوه ،  سیاه‌کوه  (شرقی)، پامیر،

## کوهسار شمال شرقی
- پامیر (تغارمه ۷٬۸۹۹ متر)
- خواجه‌محمد (اخوی ۵٬۶۸۰ متر)
- درواز (آرنود ۶٬۰۸۳ متر)
- سفیدخرس (۵٬۳۲۶ متر)
- میرسمیر (۶٬۶۰۰ متر)
- واخان (۵٬۴۶۵ متر)
- واکاک (۳٬۱۹۰ متر)

## کوهسار مرکزی

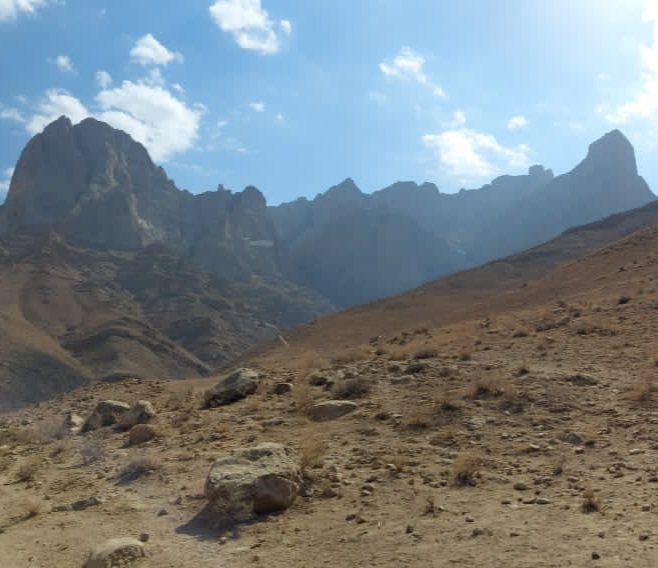
جهان قعله

- کوه بابا (۵٬۴۱۳ متر) جهان قعلهبالاکوه (۳٬۸۷۲ متر)
- گل کوه (۴٬۵۰۰ متر)

## کوهسار شرقی
- هندوکش (تراجمیر ۷٬۷۵۰ متر و نوشاخ ۷٬۴۸۵ متر)
- سفیدکوه (شرقی) (سیکارام ۴٬۷۵۵ متر)
- سیاه‌کوه (شرقی) (سلطان باب ۴٬۱۶۷ متر)
- پغمان (تخت ترکمن ۴٬۸۶۲ متر)
- چاهل (۱٬۶۵۰)

## کوهسار شمالی
- تیربند ترکستان (قره جنگل ۳٬۹۸۵ متر)
- سالنگ
- ترغان (۳٬۹۸۲ متر)
- تمران (۴٬۱۰۱ متر)

## کوهسار جنوبی
- چگایی (ملک نور ۲٬۴۵۷ متر)

## کوهسار غربی
- سفیدکوه (غربی) (۳٬۷۵۲ متر)
- سیاه‌کوه (غربی) (۳٬۹۲۳ متر)
- چلاب دالان (۳٬۸۷۰ متر)
- جهان قعله (۳٬۷۴۲ متر)

رشته کوه جهان قلعه در ولایت فراه با ۱۹۲ کیلومتر ارتفاع از مرکز ولایت فراه شروع و به سمت شمال فراه تا ولسوالی تیوره امتداد دارد که ولسوالی‌های بالابلوک. گلستان. پرچمن. کمی از تیوره را در بر می‌گیرد. بلندترین قله این کوه در قریه واسپ ولسوالی پرچمن بنام تپه بالا، کوه کنج اسکندریه می‌باشد که ۳۷۹۰ متر ارتفاع دارد.

## کوهسار جنوبی
- سلیمان (تخت سلیمان ۳٬۴۸۷ متر)